# Liste der Bürgermeister von Schöneiche bei Berlin

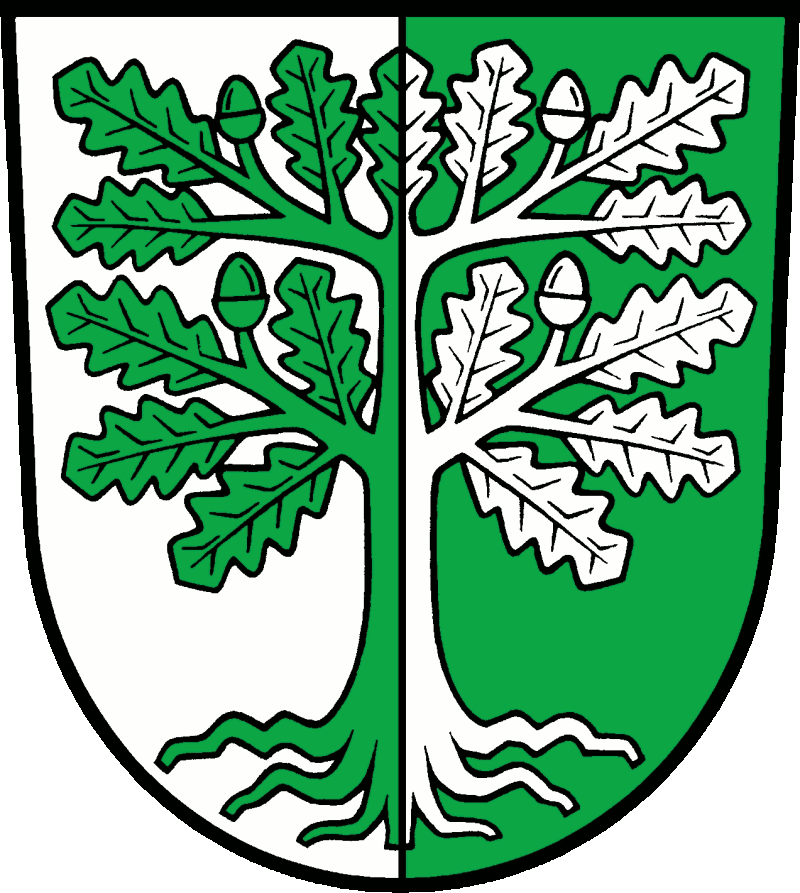
Wappen von Schöneiche

Dies ist eine Liste der Bürgermeister von Schöneiche bei Berlin.
| Name                 | Amtsantritt        | Ende der Amtszeit  | Partei                                        | Anmerkungen                                           |
| -------------------- | ------------------ | ------------------ | --------------------------------------------- | ----------------------------------------------------- |
| Viktor Arnold        | 1. Mai 1945        |                    |                                               | im Ortsteil Schöneiche, Stellvertreter: Paul Theiler  |
| Erwin Köhler         | Mai 1945           |                    | KPD                                           | Ortsteil                                              |
| Erwin Flegel         | Mai 1945           |                    |                                               | im Ortsteil Kleinschönebeck                           |
| N. Klee              | Mai 1945           |                    |                                               | im Ortsteil Grätzwalde                                |
| Vincenz Sura         | 5. Mai 1945        | 25. September 1945 |                                               |                                                       |
| Bruno Stahlschmidt   | 26. September 1945 |                    |                                               | Stellvertreter: Kurt Haupt                            |
| Kurt Haupt           | Oktober 1945       | 5. Juli 1946       |                                               | seines Amtes enthoben (verleumdet)                    |
| Bernhard Machnik     | 7. Juli 1946       | November 1946      |                                               | amtierend                                             |
| Hans Schlesinger     | Dezember 1946      | 1947               |                                               |                                                       |
| N. Lorenz            | 1947               | Oktober 1948       |                                               | abgesetzt                                             |
| N. Kucharczyk        | November 1948      |                    |                                               | amtierend                                             |
| Herbert Clemens      | Dezember 1948      | 14. Mai 1952       | SED                                           |                                                       |
| Renate Hochmuth      | 15. Mai 1952       | 21. September 1953 | SED                                           |                                                       |
| Grete York           | September 1953     | September 1954     | SED                                           | amtierend                                             |
| Bernhard Wichmann    | Oktober 1954       | Juni 1960          | SED                                           |                                                       |
| Karl Hintze          | Juli 1960          | August 1980        | SED                                           |                                                       |
| Herbert Rapp         | 4. September 1980  | 13. Januar 1988    | SED                                           | abberufen                                             |
| Hans-Joachim Hausrat | 1. Februar 1988    | 23. Mai 1990       | SED                                           |                                                       |
| Wolfgang Rose        | 24. Mai 1990       | 30. Juni 1992      | SPD                                           | Rücktritt (persönliche Gründe)                        |
| Ingeborg Niemann     | 1. Juli 1992       | 31. Dezember 1995  | parteilos, von SPD nominiert                  | Rücktritt (gesundheitliche Gründe)                    |
| Christian Martini    | 1. Januar 1996     | 21. Juni 1996      | parteilos                                     | kommissarisch                                         |
| Heinrich Jüttner     | 22. Juni 1996      | 31. Oktober 2016   | parteilos 1996 und 2004 von der SPD nominiert | seit 1. November 2016 auf eigenen Wunsch im Ruhestand |
| Andrea Liske         | 1. November 2016   | 19. Januar 2017    | parteilos                                     | kommissarisch                                         |
| Ralf Steinbrück      | 20. Januar 2017    | 16. Dezember 2024  | SPD                                           |                                                       |
| Ingo Röll            | 17. Dezember 2024  |                    | CDU                                           |                                                       |

## Einzelbelege
1. ↑  RSO: Neujahrsempfang: Steinbrück legt Amtseid ab. In: Schöneiche Online. 22. Januar 2017, abgerufen am 14. Oktober 2024 (deutsch).
2. ↑  Bürgermeisterwahl Schöneiche heute: Ergebnis der Stichwahl, Verlauf, alles Wichtige. Abgerufen am 14. Oktober 2024.